# Pine River (Minnesota)
Pine River es una ciudad ubicada en el condado de Cass en el estado estadounidense de Minnesota. En el Censo de 2010 tenía una población de 944 habitantes y una densidad poblacional de 303,48 personas por km².

## Geografía
Pine River se encuentra ubicada en las coordenadas 46°43′24″N 94°23′48″O / 46.72333, -94.39667. Según la Oficina del Censo de los Estados Unidos, Pine River tiene una superficie total de 3.11 km², de la cual 3.01 km² corresponden a tierra firme y (3.25%) 0.1 km² es agua.

## Demografía
Según el censo de 2010, había 944 personas residiendo en Pine River. La densidad de población era de 303,48 hab./km². De los 944 habitantes, Pine River estaba compuesto por el 96.5% blancos, el 0.11% eran afroamericanos, el 1.17% eran amerindios, el 0.42% eran asiáticos, el 0% eran isleños del Pacífico, el 0.11% eran de otras razas y el 1.69% pertenecían a dos o más razas. Del total de la población el 1.48% eran hispanos o latinos de cualquier raza.